# مصطفی نیم
مصطفی نیم (انگلیسی: Moustapha Name؛ زادهٔ ۵ مهٔ ۱۹۹۵) بازیکن فوتبال اهل سنگال است.
وی همچنین در تیم ملی فوتبال سنگال بازی کرده‌است.